# Explanto
El explanto o explante es un tejido vivo separado de su órgano propio y transferido a un medio artificial de crecimiento. En el caso particular de la biotecnología vegetal, el explanto es un pequeño fragmento de una planta que se escinde y se prepara de forma aséptica para su cultivo en un medio nutritivo y que, por ende, funciona como generadora de nuevas plantas a través de cultivo de tejidos in vitro.